# Volleyball World Beach Pro Tour 2024
Volleyball World Beach Pro Tour 2024 var den tredje säsongen av tävlingserien i beachvolley som organiseras av FIVB. Den hade, som tidigare säsonger, tre nivåer. Dessa var i stigande statusordning: Future, Challenge and Elite 16. Säsongen avslutades med en tourfinal för de tio bästa lagen.

## Spelkalender[1]
Legend
| World Championships   |
| Beach Pro Tour Finals |
| Elite 16              |
| Challenge             |
| Future                |

### Herrar
| Turnering                                                                                  | Mästare                                                                   | Tvåa                                                | Treor                                                                    | Fyra                                                   |
| ------------------------------------------------------------------------------------------ | ------------------------------------------------------------------------- | --------------------------------------------------- | ------------------------------------------------------------------------ | ------------------------------------------------------ |
| Mollymook Future Mollymook, Australien US$5 000 28 februari–3 mars 2024                    | Mark Nicolaidis (AUS) · Izac Carracher (AUS) · 21–18, 21–15               | Paul Burnett (AUS) · Jack Pearse (AUS)              | Jordan Hoppe (USA) · James Shaw (USA) · 21–17, 16–21, 15–10              | Banlue Nakprakhong (THA) · Wachirawit Muadpha (THA)    |
| Doha Elite 16 Doha, Qatar US$150 000 5–9 mars 2024                                         | Stefan Boermans (NED) · Yorick de Groot (NED) · 21–11, 21–10              | David Åhman (SWE) · Jonatan Hellvig (SWE)           | Anders Mol (NOR) · Christian Sørum (NOR) · 21–18, 21–19                  | Nils Ehlers (GER) · Clemens Wickler (GER)              |
| Mount Manganui Future Mount Maunganui, Nya Zeeland US$5 000 7–10 mars 2024                 | Jordan Hoppe (USA) · James Shaw (USA) · 18–21, 21–9, 15–9                 | Ben Hood (AUS) · D'Artagnan Potts (AUS)             | Cody Caldwell (USA) · Jake Urrutia (USA) · 21–19, 21–18                  | Thomas Reid (NZL) · John McManaway (NZL)               |
| Coolangatta Beach Future Coolangatta, Australien US$5 000 21–24 mars 2024                  | Jake MacNeil (CAN) · Alexander Russell (CAN) · 21–19, 21–14               | Paul Burnett (AUS) · Jack Pearse (AUS)              | Thomas Reid (NZL) · John McManaway (NZL) · w/o                           | Netitorn Muneekul (THA) · Wachirawit Muadpha (THA)     |
| Recife Challenge Recife, Brasilien US$75 000 22–24 mars 2024                               | Evandro Oliveira (BRA) · Arthur Lanci (BRA) · 21–15, 21–18                | Noslen Díaz (CUB) · Jorge Alayo (CUB)               | Javier Bello (ENG) · Joaquin Bello (ENG) · 26–24, 15–21, 15–13           | Miles Evans (USA) · Chase Budinger (USA)               |
| Saquarema Challenge Saquarema, Brasilien US$75 000 29–31 mars 2024                         | George Wanderley (BRA) · André Stein (BRA) · 21–18, 17–21, 19–17          | Noslen Díaz (CUB) · Jorge Alayo (CUB)               | Rémi Bassereau (FRA) · Julien Lyneel (FRA) · 21–15, 16–21, 15–12         | Martin Ermacora (AUT) · Philipp Waller (AUT)           |
| Pirae Tahiti Future Pirae, Franska polynesien US$5 000 3–6 april 2024                      | Thomas Reid (NZL) · John McManaway (NZL) · 21–18, 21–18                   | Takumi Takahashi (JPN) · Jumpei Ikeda (JPN)         | Ivan Datsiuk (UKR) · Ivan Likhatskyi (UKR) · 21–18, 21–16                | Håvard Solheim (NOR) · Oscar Majak (NOR)               |
| Guadalajara Challenge Guadalajara, Mexiko US$75 000 12–14 april 2024                       | Trevor Crabb (USA) · Theo Brunner (USA) · 12–21, 21–19, 15–12             | Lukas Pfretzschner (GER) · Sven Winter (GER)        | Evandro Oliveira (BRA) · Arthur Lanci (BRA) · 21–13, 21–17               | Noslen Díaz (CUB) · Jorge Alayo (CUB)                  |
| Nuvali Future Santa Rosa, Filippinerna US$5 000 11–14 april 2024                           | Kryštof Jan Oliva (CZE) · Václav Kůrka (CZE) · 16–21, 21–16, 15–13        | James Buytrago (PHI) · Rancel Varga (PHI)           | Toms Emīls Liepa (LAT) · Ernests Puškundzis (LAT) · 22–20, 21–10         | Hasan Hüseyin Mermer (TUR) · Sacit Kurt (TUR)          |
| Tepic Elite 16 Tepic, Mexiko US$150 000 18–21 april 2024                                   | David Åhman (SWE) · Jonatan Hellvig (SWE) · 21–17, 19–21, 15–10           | George Wanderley (BRA) · André Stein (BRA)          | Noslen Díaz (CUB) · Jorge Alayo (CUB) · 21–18, 21–17                     | Nils Ehlers (GER) · Clemens Wickler (GER)              |
| Xiamen Challenge Xiamen, Kina US$75 000 26–28 april 2024                                   | Marco Grimalt (CHL) · Esteban Grimalt (CHL) · 17–21, 21–18, 15–9          | Youssef Krou (FRA) · Arnaud Gauthier-Rat (FRA)      | Lukas Pfretzschner (GER) · Sven Winter (GER) · 15–21, 21–15, 15–13       | Miles Evans (USA) · Chase Budinger (USA)               |
| Brasília Elite 16 Brasília, Brasilien US$150 000 2–5 maj 2024                              | Evandro Oliveira (BRA) · Arthur Lanci (BRA) · 17–21, 23–21, 15–9          | Steven van de Velde (NED) · Matthew Immers (NED)    | George Wanderley (BRA) · André Stein (BRA) · 17–21, 21–17, 15–12         | Nils Ehlers (GER) · Clemens Wickler (GER)              |
| Pingtan Future Pingtan, Kina US$5 000 10–12 maj 2024                                       | Pedro augustio Sousa (BRA) · Henrique Camboim (BRA) · 21–12, 13–21, 15–11 | Jake MacNeil (CAN) · Alexander Russell (CAN)        | Jack Pearse (AUS) · Paul Burnett (AUS) · 21–12, 21–13                    | River Day (ISR) · Idan Katriel (ISR)                   |
| Madrid Future Madrid, Spanien US$5 000 10–12 maj 2024                                      | Davis Krumins (ITA) · Marco Caminati (ITA) · 21–17, 21–17                 | Mads Møllgaard (DEN) · Nicolai Overgaard (DEN)      | Maciej Rudol (POL) · Filip Lejawa (POL) · 17–21, 21–17, 15–12            | Elouan Chouikh-Barbez (FRA) · Tom Altwies (FRA)        |
| Wuhan Qingshan Future Wuhan, Kina US$5 000 17–19 maj 2024                                  | Bintang Akbar (INA) · Sofyan Rachman (INA) · 16–21, 21–19, 15–11          | Pedro augustio Sousa (BRA) · Henrique Camboim (BRA) | Jack Pearse (AUS) · Paul Burnett (AUS) · 21–16, 23–21                    | Jake MacNeil (CAN) · Alexander Russell (CAN)           |
| Cervia Future Cervia, Italien US$5 000 17–19 maj 2024                                      | Gianluca Dal Corso (ITA) · Marco Viscovich (ITA) · 21–17, 21–11           | Paul Henning (GER) · Bennet Poniewaz (GER)          | Calvin Ayé (FRA) · Quincy Ayé (FRA) · 24–22, 21–19                       | Yves Haussener (SUI) · Julian Friedli (SUI)            |
| Espinho Elite 16 Espinho, Portugal US$150 000 23–26 maj 2024                               | David Åhman (SWE) · Jonatan Hellvig (SWE) · 21–16, 21–13                  | Nils Ehlers (GER) · Clemens Wickler (GER)           | George Wanderley (BRA) · André Stein (BRA) · 21–15, 30–28                | Steven van de Velde (NED) · Matthew Immers (NED)       |
| Battipaglia Future Battipaglia, Italien US$5 000 24–26 maj 2024                            | Hagen Smith (USA) · Logan Webber (USA) · 21–18, 21–15                     | Gianluca Dal Corso (ITA) · Marco Viscovich (ITA)    | Jonas Sagstetter (GER) · Maximilian Just (GER) · 18–21, 21–14, 15–11     | Davide Benzi (ITA) · Carlo Bonifazi (ITA)              |
| Warmia–Mazury Challenge Stare Jabłonki, Polen US$75 000 31 maj–2 juni 2024                 | Ondřej Perušič (CZE) · David Schweiner (CZE) · 21–17, 17–21, 15–11        | Jorge Alayo (CUB) · Noslen Díaz (CUB)               | Stefan Boermans (NED) · Yorick de Groot (NED) · 21–12, 21–10             | Nicolás Capogrosso (ARG) · Tomás Capogrosso (ARG)      |
| Spiez Future Spiez, Schweiz US$5 000 31 maj–2 juni 2024                                    | Yves Haussener (SUI) · Julian Friedli (SUI) · 18–21, 21–19, 15–10         | Quentin Métral (SUI) · Jonathan Jordan (SUI)        | Mirco Gerson (SUI) · Luc Flückiger (SUI) · 21–18, 21–15                  | Đorđe Klašnić (SRB) · Marko Makarić (SRB)              |
| Ostrava Elite 16 Ostrava, Tjeckien US$150 000 6–9 juni 2024                                | David Åhman (SWE) · Jonatan Hellvig (SWE) · 21–19, 21–18                  | Stefan Boermans (NED) · Yorick de Groot (NED)       | Miles Partain (USA) · Andrew Benesh (USA) · 21–15, 21–14                 | Anders Mol (NOR) · Christian Sørum (NOR)               |
| Kraków Future Kraków, Polen US$5 000 7–9 juni 2024                                         | Robin Sowa (GER) · Maximilian Just (GER) · 21–8, 21–13                    | Jakub Krzemiński (POL) · Szymon Pietraszek (POL)    | Louis Vandecaveye (BEL) · Gilles Vandecaveye (BEL) · 21–19, 19–21, 15–11 | Manuel Alfieri (ITA) · Tiziano Andreatta (ITA)         |
| Sveti Vlas Future Sveti Vlas, Bulgarien US$5 000 7–9 juni 2024                             | Christoph Dressler (AUT) · Maximilian Trummer (AUT) · 21–18, 21–16        | Mees Sengers (NED) · Dirk Boehlé (NED)              | Hagen Smith (USA) · Logan Webber (USA) · 21–15, 21–16                    | Florian Schnetzer (AUT) · Lorenz Petutschnig (AUT)     |
| Ios Island Future Ios, Grekland US$5 000 19–22 juni 2024                                   | Eylon Elazar (ISR) · River Day (ISR) · 14–21, 21–17, 15–9                 | Jonas Sagstetter (GER) · Benedikt Sagstetter (GER)  | Ardis Bedrītis (LAT) · Arturs Rinkēvičs (LAT) · 21–13, 21–16             | Stavros Ntallas (GRE) · Dimitrios Chatzinikolaou (GRE) |
| Geneva Future Genève, Schweiz US$5 000 20–23 juni 2024                                     | Arthur Canet (FRA) · Téo Rotar (FRA) · 21–17, 21–13                       | Quentin Métral (SUI) · Jonathan Jordan (SUI)        | Yves Haussener (SUI) · Julian Friedli (SUI) · 21–14, 21–15               | Elouan Chouikh-Barbez (FRA) · Tom Altwies (FRA)        |
| Messina Future Messina, Italien US$5 000 20–23 juni 2024                                   | Robin Sowa (GER) · Maximilian Just (GER) · 21–18, 18–21, 15–8             | Mees Sengers (NED) · Dirk Boehlé (NED)              | Gianluca Dal Corso (ITA) · Marco Viscovich (ITA) · 21–16, 21–16          | Davide Benzi (ITA) · Carlo Bonifazi (ITA)              |
| Baden Future Baden bei Wien, Österrike US$5 000 26–30 juni 2024                            | Kristians Fokerots (LAT) · Gustavs Auziņš (LAT) · 21–19, 21–19            | Tim Berger (AUT) · Timo Hammarberg (AUT)            | Laurenz Leitner (AUT) · Philipp Waller (AUT) · 21–15, 21–14              | Solomon Bushby (AUS) · Ben Hood (AUS)                  |
| Rakvere Future Rakvere, Estonia US$5 000 3–6 juli 2024                                     | Jacob Hölting Nilsson (SWE) · Elmer Andersson (SWE) · 21–16, 21–18        | Urmas Piik (EST) · Dimitriy Korotkov (EST)          | Robin Sowa (GER) · Maximilian Just (GER) · w/o                           | Kusti Nõlvak (EST) · Mart Tiisaar (EST)                |
| Gstaad Elite 16 Gstaad, Schweiz US$150 000 3–7 juli 2024                                   | David Åhman (SWE) · Jonatan Hellvig (SWE) · 21–18, 21–18                  | George Wanderley (BRA) · André Stein (BRA)          | Anders Mol (NOR) · Christian Sørum (NOR) · 20–22, 22–20, 28–26           | Samuele Cottafava (ITA) · Paolo Nicolai (ITA)          |
| Vienna Elite 16 Wien, Österrike US$150 000 11–14 juli 2024                                 | Anders Mol (NOR) · Christian Sørum (NOR) · 25–23, 21–12                   | Michał Bryl (POL) · Bartosz Łosiak (POL)            | Marco Grimalt (CHL) · Esteban Grimalt (CHL) · 21–18, 21–16               | Nils Ehlers (GER) · Clemens Wickler (GER)              |
| Leuven Future Leuven, Belgien US$5 000 19–21 juli 2024                                     | Jakub Šépka (CZE) · Jiří Sedlák (CZE) · 21–15, 21–19                      | Kristians Fokerots (LAT) · Gustavs Auziņš (LAT)     | Tim Berger (AUT) · Timo Hammarberg (AUT) · 21–9, 21–17                   | Javier Huerta (ESP) · Alejandro Huerta (ESP)           |
| Brussels Future Bryssel, Belgien US$5 000 2–4 augusti 2024                                 | Christoph Dressler (AUT) · Tim Berger (AUT) · 18–21, 21–19, 15–12         | Eylon Elazar (ISR) · Kevin Cuzmiciov (ISR)          | Piotr Janiak (POL) · Jędrzej Brożyniak (POL) · 23–21, 21–16              | Paul Pascariuc (AUT) · Laurenz Leitner (AUT)           |
| Hamburg Elite 16 Hamburg, Tyskland US$150 000 22–25 augusti 2024                           | Anders Mol (NOR) · Christian Sørum (NOR) · 21–15, 21–11                   | Pablo Herrera (ESP) · Adrián Gavira (ESP)           | Stefan Boermans (NED) · Yorick de Groot (NED) · 21–18, 21–13             | Samuele Cottafava (ITA) · Paolo Nicolai (ITA)          |
| Brno Future Brno, Tjeckien US$5 000 23–25 augusti 2024                                     | Ondřej Perušič (CZE) · David Schweiner (CZE) · 19–21, 21–16, 15–7         | Adam Waber (CZE) · Matyáš Ježek (CZE)               | Jacob Hölting Nilsson (SWE) · Elmer Andersson (SWE) · 21–19, 21–11       | Javier Huerta (ESP) · Alejandro Huerta (ESP)           |
| Halifax Future Halifax, Kanada US$5 000 22–25 augusti 2024                                 | Frederick Bialokoz (ENG) · Issa Batrane (ENG) · 21–14, 21–19              | Steven Abrams (CAN) · Jonathan Pickett (CAN)        | Garrett Peterson (USA) · Caleb Kwekel (USA) · 21–17, 14–21, 15–11        | Jake Urrutia (USA) · James Drost (USA)                 |
| Corigliano-Rossano Future Corigliano-Rossano, Italien US$5 000 30 augusti–1 september 2024 | Gianluca Dal Corso (ITA) · Marco Viscovich (ITA) · 21–14, 22–20           | Mihails Samoilovs (LAT) · Arnis Reliņš (LAT)        | Tobia Marchetto (ITA) · Jakob Windisch (ITA) · 24–22, 21–17              | Ramiro Sancer (ARG) · Julián Azaad (ARG)               |
| Warsaw Future Warszawa, Polen US$5 000 30 augusti–1 september 2024                         | Laurenz Leitner (AUT) · Paul Pascariuc (AUT) · 13–21, 21–15, 15–13        | Stefan Andreasson (SWE) · Anton Andersson (SWE)     | Frederick Bialokoz (ENG) · Issa Batrane (ENG) · 21–16, 19–21, 15–12      | Robert Juchnevič (LTU) · Artūr Vasiljev (LTU)          |
| Qidong Future Qidong, Kina US$5 000 6–8 september 2024                                     | Toms Emīls Liepa (LAT) · Ernests Puškundzis (LAT) · 21–19, 11–21, 15–12   | Dunwinit Kaewsai (THA) · Banlue Nakprakhong (THA)   | Niklas Held (GER) · Hennes Nissen (GER) · 21–18, 21–13                   | Tari Bence (HUN) · Ákos Veress (HUN)                   |
| Bujumbura Future Bujumbura, Burundi US$5 000 12–14 september 2024                          | Kyan Vercauteren (BEL) · Joppe van Langendonck (BEL) · 21–18, 21–12       | Boldizsár Borbély (HUN) · Lukas Niemeier (HUN)      | Malte Höppner (GER) · Moritz Camp (GER) · 23–21, 21–18                   | Danijel Pokeršnik (SLO) · Nejc Zemljak (SLO)           |
| Qingdao Future Qingdao, Kina US$5 000 13–15 september 2024                                 | Domonkos Dóczi (HUN) · Bence Stréli (HUN) · 23–25, 21–18, 18–16           | Joshua Howat (AUS) · Luke Ryan (AUS)                | Netitorn Muneekul (THA) · Poravid Taovato (THA) · 21–14, 21–11           | Wang Yanwei (CHN) · Du Hongjun (CHN)                   |
| Balıkesir Future Balıkesir, Turkiet US$5 000 20–22 september 2024                          | Manuel Alfieri (ITA) · Tiziano Andreatta (ITA) · 21–19, 21–17             | Enrico Rossi (ITA) · Marco Caminati (ITA)           | Even Stray Aas (NOR) · Jo Sunde (NOR) · 21–17, 21–15                     | Markus Mol (NOR) · Adrian Mol (NOR)                    |
| João Pessoa Elite 16 João Pessoa, Brasilien US$150 000 17–20 oktober 2024                  | Anders Mol (NOR) · Christian Sørum (NOR) · 25–27, 21–17, 19–17            | Cherif Younousse (QAT) · Ahmed Tijan (QAT)          | David Åhman (SWE) · Jonatan Hellvig (SWE) · 19–21, 21–18, 15–11          | Nicolás Capogrosso (ARG) · Tomás Capogrosso (ARG)      |
| Rio de Janeiro Elite 16 Rio de Janeiro, Brasilien US$150 000 7–10 november 2024            | Javier Bello (ENG) · Joaquin Bello (ENG) · 22–24, 30–28, 15–13            | Tomás Capogrosso (ARG) · Nicolás Capogrosso (ARG)   | Mārtiņš Pļaviņš (LAT) · Kristians Fokerots (LAT) · 21–18, 13–21, 15–11   | Anders Mol (NOR) · Christian Sørum (NOR)               |
| Haikou Challenge Haikou, Kina US$75 000 14–17 november 2024                                | Evan Cory (USA) · Cody Caldwell (USA) · 23–21, 23–21                      | Thomas Hodges (AUS) · Zachery Schubert (AUS)        | Gianluca Dal Corso (ITA) · Marco Viscovich (ITA) · 21–19, 21–19          | Philipp Huster (GER) · Maximilian Just (GER)           |
| Chennai Challenge Chennai, Indien US$75 000 22–24 november 2024                            | Jacob Hölting Nilsson (SWE) · Elmer Andersson (SWE) · 21–18, 21–18        | Leon Luini (NED) · Ruben Penninga (NED)             | Philipp Waller (AUT) · Timo Hammarberg (AUT) · 21–18, 21–15              | Thomas Hodges (AUS) · Zachery Schubert (AUS)           |
| Nuvali Challenge Santa Rosa, Filippinerna US$75 000 29 november–1 december 2024            | Jacob Hölting Nilsson (SWE) · Elmer Andersson (SWE) · 21–17, 21–16        | Paul Henning (GER) · Lui Wüst (GER)                 | Javier Bello (ENG) · Joaquin Bello (ENG) · 21–18, 17–21, 15–12           | Philipp Waller (AUT) · Timo Hammarberg (AUT)           |
| The Finals Doha, Qatar US$800 000 4–7 december 2024                                        | Anders Mol (NOR) · Christian Sørum (NOR) · 21–18, 22–20                   | David Åhman (SWE) · Jonatan Hellvig (SWE)           | Cherif Younousse (QAT) · Ahmed Tijan (QAT) · 18–21, 21–15, 17–15         | Stefan Boermans (NED) · Yorick de Groot (NED)          |
| Maricá Future Maricá, Brasilien US$5 000 6–8 december 2024                                 | Igor Borges (BRA) · Felipe Alves (BRA) · 21–16, 21–14                     | Anton Moiseiev (UKR) · Vitalii Savvin (UKR)         | Gonzalo Melgarejo (PAR) · Giuliano Massare (PAR) · 21–18, 12–21, 15–13   | Pedro Resende (BRA) · Johann Dohmann (BRA)             |
| Pompano Beach Future Pompano Beach, USA US$5 000 6–8 december 2024                         | Timothy Brewster (USA) · Logan Webber (USA) · 24–22, 21–16                | Caleb Kwekel (USA) · Gage Basey (USA)               | Nils Ringøen (NOR) · Even Stray Aas (NOR) · 21–13, 21–17                 | Alex Ukkelberg (USA) · Kevin Coyle (USA)               |

### Damer
| Turnering                                                                                  | Mästare                                                               | Tvåa                                                   | Treor                                                                        | Fyra                                                      |
| ------------------------------------------------------------------------------------------ | --------------------------------------------------------------------- | ------------------------------------------------------ | ---------------------------------------------------------------------------- | --------------------------------------------------------- |
| Mollymook Future Mollymook, Australien US$5 000 28 februari–3 mars 2024                    | Stefanie Fejes (AUS) · Jana Milutinovic (AUS) · 21–18, 20–22, 15–2    | Suzuka Hashimoto (JPN) · Reika Murakami (JPN)          | Jasmine Fleming (AUS) · Georgia Johnson (AUS) · 21–12, 21–13                 | Alaina Chacon (USA) · Mariah Whalen (USA)                 |
| Doha Elite 16 Doha, Qatar US$150 000 5–9 mars 2024                                         | Carolina Solberg Salgado (BRA) · Bárbara Seixas (BRA) · 21–18, 21–18  | Melissa Humana-Paredes (CAN) · Brandie Wilkerson (CAN) | Sara Hughes (USA) · Kelly Cheng (USA) · 21–15, 21–18                         | Tīna Graudiņa (LAT) · Anastasija Samoilova (LAT)          |
| Mount Manganui Future Mount Maunganui, Nya Zeeland US$5 000 7–10 mars 2024                 | Shaunna Polley (NZL) · Alice Zeimann (NZL) · 17–21, 21–19, 15–13      | Stefanie Fejes (AUS) · Jana Milutinovic (AUS)          | Alaina Chacon (USA) · Mariah Whalen (USA) · 21–16, 22–20                     | Avery Poppinga (USA) · Madison Shields (USA)              |
| Coolangatta Beach Future Coolangatta, Australien US$5 000 21–24 mars 2024                  | Stefanie Fejes (AUS) · Jana Milutinovic (AUS) · 21–17, 21–14          | Alaina Chacon (USA) · Mariah Whalen (USA)              | Suzuka Hashimoto (JPN) · Reika Murakami (JPN) · 21–14, 21–16                 | Delaney Peranich (USA) · maja Gessner (USA)               |
| Recife Challenge Recife, Brasilien US$75 000 22–24 mars 2024                               | Tīna Graudiņa (LAT) · Anastasija Samoilova (LAT) · 21–18, 21–17       | Heather Bansley (CAN) · Sophie Bukovec (CAN)           | Monika Paulikienė (LIT) · Ainė Raupelytė (LIT) · 21–14, 17–21, 15–9          | Sandra Ittlinger (GER) · Karla Borger (GER)               |
| Saquarema Challenge Saquarema, Brasilien US$75 000 29–31 mars 2024                         | Xue Chen (CHN) · Xia Xinyi (CHN) · 23–25, 24–22, 15–11                | Laura Ludwig (GER) · Louisa Lippmann (GER)             | Taiana Lima (BRA) · Talita Antunes (BRA) · 21–16, 18–21, 15–9                | Hegeile Almeida (BRA) · Vitória Rodrigues (BRA)           |
| Pirae Tahiti Future Pirae, Franska polynesien US$5 000 10–12 april 2024                    | Molly Shaw (USA) · Chloe Loreen (USA) · 21–13, 21–18                  | Kelly Kool (USA) · Tiffany Svenssohn (USA)             | Erika Nyström (CYP) · Alexandra Gusarova (CYP) · 21–15, 19–21, 15–11         | Eléonore Johansen (FRA) · Céline Collette (FRA)           |
| Guadalajara Challenge Guadalajara, Mexiko US$75 000 11–14 april 2024                       | Esmée Böbner (SUI) · Zoé Vergé-Dépré (SUI) · 21–12, 21–16             | Ágatha Bednarczuk (BRA) · Rebecca Cavalcante (BRA)     | Heather Bansley (CAN) · Sophie Bukovec (CAN) · 21–18, 21–14                  | Sandra Ittlinger (GER) · Karla Borger (GER)               |
| Nuvali Future Santa Rosa, Filippinerna US$5 000 11–14 april 2024                           | Chenoa Christ (GER) · Anna-Lena Grüne (GER) · 21–12, 13–21, 15–12     | Alaina Chacon (USA) · Mariah Whalen (USA)              | Riko Tsujimura (JPN) · Takemi Nishibori (JPN) · 14–21, 21–15, 15–12          | Danielle Quigley (NZL) · Olivia MacDonald (NZL)           |
| Tepic Elite 16 Tepic, Mexiko US$150 000 17–21 april 2024                                   | Tanja Hüberli (SUI) · Nina Brunner (SUI) · 21–14, 19–21, 19–17        | Katja Stam (NED) · Raïsa Schoon (NED)                  | Carolina Solberg Salgado (BRA) · Bárbara Seixas (BRA) · 22–20, 21–23, 25–23  | Valentina Gottardi (ITA) · Marta Menegatti (ITA)          |
| Xiamen Challenge Xiamen, Kina US$75 000 26–28 april 2024                                   | Sandra Ittlinger (GER) · Karla Borger (GER) · 22–20, 21–14            | Anouk Vergé-Dépré (SUI) · Joana Mäder (SUI)            | Daniela Álvarez (ESP) · Tania Moreno (ESP) · 21–16, 21–16                    | Ainė Raupelytė (LIT) · Monika Paulikienė (LIT)            |
| Brasília Elite 16 Brasília, Brasilien US$150 000 2–5 maj 2024                              | Ana Patrícia Ramos (BRA) · Eduarda Santos Lisboa (BRA) · 21–17, 21–14 | Kristen Nuss (USA) · Taryn Kloth (USA)                 | Esmée Böbner (SUI) · Zoé Vergé-Dépré (SUI) · 21–15, 13–21, 15–9              | Katja Stam (NED) · Raïsa Schoon (NED)                     |
| Pingtan Future Pingtan, Kina US$5 000 10–12 maj 2024                                       | Bai Bing (CHN) · Wang Fan (CHN) · 24–22, 15–21, 15–13                 | Margherita Bianchin (ITA) · Claudia Scampoli (ITA)     | Julhia Perandre (BRA) · Marcela de Souza (BRA) · 21–12, 21–18                | Linline Matauatu (VAN) · Majabelle Lawac (VAN)            |
| Wuhan Qingshan Future Wuhan, Kina US$5 000 17–19 maj 2024                                  | Yan Xu (CHN) · Zhou Mingli (CHN) · 21–18, 21–18                       | Jiang Kaiyue (CHN) · Yuan Lvwen (CHN)                  | Wang Xinxin (CHN) · Xing Jiayi (CHN) · 16–21, 22–20, 15–10                   | Nur Sari (INA) · Desi Ratnasari (INA)                     |
| Cervia Future Cervia, Italien US$5 000 17–19 maj 2024                                      | Margherita Bianchin (ITA) · Claudia Scampoli (ITA) · 21–19, 21–19     | Michelle Valiente (PAR) · Giuliana Poletti (PAR)       | Reka Orsi Toth (ITA) · Giada Bianchi (ITA) · 21–17, 18–21, 15–12             | Jasmine Fleming (AUS) · Jana Milutinovic (AUS)            |
| Madrid Future Madrid, Spanien US$5 000 17–19 maj 2024                                      | Jagoda Gruszczyńska (POL) · Aleksandra Wachowicz (POL) · 21–14, 21–13 | Valentyna Davidova (UKR) · Anhelina Khmil (UKR)        | Sarah Cools (BEL) · Lisa van den Vonder (BEL) · 21–16, 21–15                 | Līva Ēbere (LAT) · Deniela Konstantinova (LAT)            |
| Espinho Elite 16 Espinho, Portugal US$150 000 23–26 maj 2024                               | Kristen Nuss (USA) · Taryn Kloth (USA) · 17–21, 28–26, 15–10          | Tanja Hüberli (SUI) · Nina Brunner (SUI)               | Katja Stam (NED) · Raïsa Schoon (NED) · 21–18, 21–12                         | Daniela Álvarez (ESP) · Tania Moreno (ESP)                |
| Battipaglia Future Battipaglia, Italien US$5 000 24–26 maj 2024                            | Michelle Valiente (PAR) · Giuliana Poletti (PAR) · 24–22, 21–12       | Reka Orsi Toth (ITA) · Giada Bianchi (ITA)             | Rachele Mancinelli (ITA) · Aurora Mattavelli (ITA) · 21–19, 21–7             | Julia Sude (GER) · Lea Kunst (GER)                        |
| Spiez Future Spiez, Schweiz US$5 000 30 maj–2 juni 2024                                    | Brecht Piersma (NED) · Wies Bekhuis (NED) · 21–19, 21–14              | Markéta Sluková (CZE) · Karin Žolnerčíková (CZE)       | Eva Liisa Kuivonen (EST) · Liisa-Lotta Jürgenson (EST) · 21–18, 21–15        | Annique Niederhauser (SUI) · Leona Kernen (SUI)           |
| Warmia–Mazury Challenge Stare Jabłonki, Polen US$75 000 31 maj–2 juni 2024                 | Xue Chen (CHN) · Xia Xinyi (CHN) · 21–16, 22–20                       | Tīna Graudiņa (LAT) · Anastasija Samoilova (LAT)       | Liliana Fernández (ESP) · Paula Soria (ESP) · w/o                            | Heather Bansley (CAN) · Sophie Bukovec (CAN)              |
| Ostrava Elite 16 Ostrava, Tjeckien US$150 000 6–9 juni 2024                                | Sara Hughes (USA) · Kelly Cheng (USA) · 21–13, 21–23, 15–12           | Melissa Humana-Paredes (CAN) · Brandie Wilkerson (CAN) | Tīna Graudiņa (LAT) · Anastasija Samoilova (LAT) · 21–18, 21–19              | Ana Patrícia Ramos (BRA) · Eduarda Santos Lisboa (BRA)    |
| Sveti Vlas Future Sveti Vlas, Bulgarien US$5 000 7–9 juni 2024                             | Carly Kan (USA) · Madelyne Anderson (USA) · 24–22, 17–21, 15–8        | Brecht Piersma (NED) · Wies Bekhuis (NED)              | Kennedy Coakley (USA) · Brooke Sweat (USA) · 21–10, 17–21, 15–10             | Elsa Descamps (FRA) · Marine Kinna (FRA)                  |
| Kraków Future Kraków, Polen US$5 000 13–16 juni 2024                                       | Stefanie Fejes (AUS) · Georgia Johnson (AUS) · 17–21, 21–11, 15–9     | Małgorzata Ciężkowska (POL) · Urszula Łunio (POL)      | Kennedy Coakley (USA) · Brooke Sweat (USA) · 21–17, 21–14                    | Madison Shields (USA) · Delaney Peranich (USA)            |
| Ios Island Future Ios, Grekland US$5 000 19–22 juni 2024                                   | Julia Sude (GER) · Lea Kunst (GER) · 21–15, 21–19                     | Stefanie Fejes (AUS) · Georgia Johnson (AUS)           | Maryna Hladun (UKR) · Tetiana Lazarenko (UKR) · 21–16, 21–13                 | Madison Shields (USA) · Delaney Peranich (USA)            |
| Messina Future Messina, Italien US$5 000 20–23 juni 2024                                   | Anna-Lena Grüne (GER) · Chenoa Christ (GER) · 21–13, 21–13            | Margareta Kozuch (GER) · Sarah Schneider (GER)         | Reka Orsi Toth (ITA) · Giada Bianchi (ITA) · 21–19, 21–17                    | Heleene Hollas (EST) · Liisa Remmelg (EST)                |
| Baden Future Baden bei Wien, Österrike US$5 000 26–30 juni 2024                            | Sarah Cools (BEL) · Lisa van den Vonder (BEL) · 19–21, 21–15, 17–15   | Heleene Hollas (EST) · Liisa Remmelg (EST)             | Maryna Hladun (UKR) · Tetiana Lazarenko (UKR) · 21–15, 21–18                 | Valerie Dvorníková (CZE) · Anna Pospíšilová (CZE)         |
| Rakvere Future Rakvere, Estonia US$5 000 3–6 juli 2024                                     | Anna-Lena Grüne (GER) · Chenoa Christ (GER) · 15–21, 21–14, 15–12     | Maryna Hladun (UKR) · Tetiana Lazarenko (UKR)          | Danielė Kvedaraitė (LTU) · Jekaterina Kovalskaja (LTU) · w/o                 | Melanie Paul (GER) · Hanna-Marie Schieder (GER)           |
| Gstaad Elite 16 Gstaad, Schweiz US$150 000 3–7 juli 2024                                   | Kristen Nuss (USA) · Taryn Kloth (USA) · 19–21, 21–15, 15–11          | Terese Cannon (USA) · Megan Kraft (USA)                | Tīna Graudiņa (LAT) · Anastasija Samoilova (LAT) · 21–16, 21–10              | Ágatha Bednarczuk (BRA) · Rebecca Cavalcante (BRA)        |
| Vienna Elite 16 Wien, Österrike US$150 000 10–13 juli 2024                                 | Svenja Müller (GER) · Cinja Tillmann (GER) · 21–14, 21–18             | Anouk Vergé-Dépré (SUI) · Joana Mäder (SUI)            | Terese Cannon (USA) · Megan Kraft (USA) · 21–16, 22–20                       | Ágatha Bednarczuk (BRA) · Rebecca Cavalcante (BRA)        |
| Leuven Future Leuven, Belgien US$5 000 19–21 juli 2024                                     | Lexy Denaburg (USA) · Deahna Kraft (USA) · 21–19, 21–16               | Lisa Luini (NED) · Desy Poiesz (NED)                   | Sarah Cools (BEL) · Lisa van den Vonder (BEL) · 22–20, 21–16                 | Madelyne Anderson (USA) · Brook Bauer (USA)               |
| Brussels Future Bryssel, Belgien US$5 000 2–4 augusti 2024                                 | Niina Ahtiainen (FIN) · Taru Lahti-Liukkonen (FIN) · 21–19, 21–19     | Janne Uhl (GER) · Paula Schürholz (GER)                | Sarah Cools (BEL) · Lisa van den Vonder (BEL) · 23–21, 21–15                 | Sandra Ittlinger (GER) · Kim van de Velde (GER)           |
| Hamburg Elite 16 Hamburg, Tyskland US$150 000 22–25 augusti 2024                           | Tanja Hüberli (SUI) · Nina Brunner (SUI) · 21–18, 18–21, 18–16        | Svenja Müller (GER) · Cinja Tillmann (GER)             | Thamela Galil (BRA) · Victória Lopes (BRA) · 21–19, 21–19                    | Valentina Gottardi (ITA) · Marta Menegatti (ITA)          |
| Brno Future Brno, Tjeckien US$5 000 23–25 augusti 2024                                     | Kylie Neuschaeferová (CZE) · Markéta Svozilová (CZE) · 21–17, 21–11   | Juliana Simões (BRA) · Caroline Curtinaz (BRA)         | Barbora Hermannová (CZE) · Marie-Sára Štochlová (CZE) · 21–10, 21–11         | Miroslava Dunárová (CZE) · Daniela Mokrá (CZE)            |
| Halifax Future Halifax, Kanada US$5 000 22–25 augusti 2024                                 | Madelyne Anderson (USA) · Brook Bauer (USA) · 21–18, 17–21, 17–15     | Marie-Alex Bélanger (CAN) · Lea Monkhouse (CAN)        | Kayla Law-Heese (CAN) · Ruby Sorra (CAN) · 19–21, 21–17, 15–12               | Katerina Pavelková (CZE) · Anna Pavelková (CZE)           |
| Corigliano-Rossano Future Corigliano-Rossano, Italien US$5 000 30 augusti–1 september 2024 | Reka Orsi Toth (ITA) · Giada Bianchi (ITA) · 21–17, 25–23             | Eleonora Sestini (ITA) · Erika Ditta (ITA)             | Valentina Calì (ITA) · Jessica Allegretti (ITA) · 21–15, 20–22, 15–10        | Marta Ozoliņa (LAT) · Luize Skrastiņa (LAT)               |
| Qidong Future Qidong, Kina US$5 000 6–8 september 2024                                     | Zhou Mingli (CHN) · Yan Xu (CHN) · 21–16, 11–21, 15–12                | Jiang Kaiyue (CHN) · Yu Tong (CHN)                     | Asami Shiba (JPN) · Saki Maruyama (JPN) · 23–21, 18–21, 15–12                | Wang Jing (CHN) · Liang Yunjia (CHN)                      |
| Warsaw Future Warszawa, Polen US$5 000 6–8 september 2024                                  | Jeva Serdjuk (UKR) · Darja Romanjuk (UKR) · 21–12, 21–14              | Aleksandra Wachowicz (POL) · Julia Radelczuk (POL)     | Danielė Kvedaraitė (LTU) · Jekaterina Kovalskaja (LTU) · 21–17, 17–21, 15–12 | Inna Machno (UKR) · Sofija Rylova (UKR)                   |
| Bujumbura Future Bujumbura, Burundi US$5 000 12–14 september 2024                          | Miharu Kashihara (JPN) · Izumi Ishihara (JPN) · 21–17, 23–21          | Kelly Kool (USA) · Tiffany Svenssohn (USA)             | Elisavet Triantafillidi (GRE) · Dimitra Manavi (GRE) · 21–9, 21–12           | Pamella Irakoze (BDI) · Emmanuelie Ndayikengurukiye (BDI) |
| Qingdao Future Qingdao, Kina US$5 000 13–15 september 2024                                 | Wang Jingzhe (CHN) · Aheidan Mushajiang (CHN) · 23–21, 21–17          | Jiang Kaiyue (CHN) · Yu Tong (CHN)                     | Asami Shiba (JPN) · Chika Nakagawa (JPN) · 17–21, 21–16, 15–13               | Han Wenqin (CHN) · Siyu Qi (CHN)                          |
| Castellón Future Castellón de la Plana, Spanien US$5 000 19–21 september 2024              | Madelyne Anderson (USA) · Brook Bauer (USA) · 19–21, 23–21, 15–9      | Elsa Descamps (FRA) · Romane Sobezalz (FRA)            | Lisa Luini (NED) · Desy Poiesz (NED) · 14–21, 21–18, 15–9                    | Menia Bentele (SUI) · Muriel Bossart (SUI)                |
| Balıkesir Future Balıkesir, Turkiet US$5 000 20–22 september 2024                          | Jeva Serdjuk (UKR) · Darja Romanjuk (UKR) · 24–26, 21–16, 28–26       | Heleene Hollas (EST) · Liisa Remmelg (EST)             | Franziska Friedl (AUT) · Lia Berger (AUT) · 18–21, 21–14, 16–14              | Valerie Dvorníková (CZE) · Anna Pospíšilová (CZE)         |
| João Pessoa Elite 16 João Pessoa, Brasilien US$150 000 17–20 oktober 2024                  | Thamela Galil (BRA) · Victória Lopes (BRA) · 21–14, 21–14             | Taiana Lima (BRA) · Talita Antunes (BRA)               | Kimberly Hildreth (USA) · Teegan Van Gunst (USA) · 21–18, 21–14              | Deahna Kraft (USA) · Lexy Denaburg (USA)                  |
| Rio de Janeiro Elite 16 Rio de Janeiro, Brasilien US$150 000 7–10 november 2024            | Carolina Solberg Salgado (BRA) · Bárbara Seixas (BRA) · 21–17, 21–18  | Terese Cannon (USA) · Megan Kraft (USA)                | Thamela Galil (BRA) · Victória Lopes (BRA) · 21–19, 21–16                    | Sandra Ittlinger (GER) · Kim van de Velde (GER)           |
| Haikou Challenge Haikou, Kina US$75 000 14–17 november 2024                                | Xue Chen (CHN) · Zeng Jinjin (CHN) · 21–15, 21–15                     | Molly Shaw (USA) · Toni Rodriguez (USA)                | Lézana Placette (FRA) · Alexia Richard (FRA) · 17–21, 21–19, 15–11           | Wang Xinxin (CHN) · Dong Jie (CHN)                        |
| Chennai Challenge Chennai, Indien US$75 000 22–24 november 2024                            | Maryna Hladun (UKR) · Tetiana Lazarenko (UKR) · 23–21, 21–17          | Hailey Harward (USA) · Kylie Kuyava-DeBerg (USA)       | Molly Shaw (USA) · Toni Rodriguez (USA) · 21–11, 20–22, 15–8                 | Monika Paulikienė (LTU) · Ainė Raupelytė (LTU)            |
| Nuvali Challenge Santa Rosa, Filippinerna US$75 000 29 november–1 december 2024            | Molly Shaw (USA) · Toni Rodriguez (USA) · 24–22, 17–21, 15–10         | Noa Sonneville (NED) · Brecht Piersma (NED)            | Sandra Ittlinger (GER) · Kim van de Velde (GER) · 21–18, 21–16               | Małgorzata Ciężkowska (POL) · Urszula Łunio (POL)         |
| The Finals Doha, Qatar US$800 000 4–7 december 2024                                        | Kristen Nuss (USA) · Taryn Kloth (USA) · 21–19, 21–17                 | Terese Cannon (USA) · Megan Kraft (USA)                | Tīna Graudiņa (LAT) · Anastasija Samoilova (LAT) · 24–22, 21–16              | Xue Chen (CHN) · Xia Xinyi (CHN)                          |
| Maricá Future Maricá, Brasilien US$5 000 6–8 december 2024                                 | Verena Figueira (BRA) · Kyce Martins (BRA) · 21–13, 21–15             | Flávia Moura (BRA) · Fabrine Conceição (BRA)           | Emanuely Pereira (BRA) · Quemile Vieira (BRA) · 19–21, 27–25, 15–10          | Carolina Sallaberry (BRA) · Marcela Mattoso (BRA)         |
| Pompano Beach Future Pompano Beach, USA US$5 000 6–8 december 2024                         | Kimberly Hildreth (USA) · Xolani Hodel (USA) · 21–19, 21–15           | Madison Shields (USA) · Avery Poppinga (USA)           | Devon Newberry (USA) · Jaden Whitmarsh (USA) · 21–17, 21–6                   | Inès Piret (BEL) · Youna Coens (BEL)                      |

## Medaljliga efter land
| Nr                   | Nation               | Guld | Silver | Brons | Totalt |
| -------------------- | -------------------- | ---- | ------ | ----- | ------ |
| 1                    | USA                  | 16   | 12     | 13    | 41     |
| 2                    | Brasilien            | 10   | 7      | 9     | 26     |
| 3                    | Tyskland             | 8    | 9      | 6     | 23     |
| 4                    | Sverige              | 7    | 3      | 2     | 12     |
| 5                    | Kina                 | 7    | 3      | 1     | 11     |
| 6                    | Italien              | 6    | 5      | 7     | 18     |
| 7                    | Tjeckien             | 5    | 2      | 1     | 8      |
| 8                    | Australien           | 4    | 7      | 3     | 14     |
| 9                    | Schweiz              | 4    | 5      | 3     | 12     |
| 10                   | Norge                | 4    | 0      | 4     | 8      |
| 11                   | Lettland             | 3    | 3      | 6     | 12     |
| 12                   | Ukraina              | 3    | 3      | 3     | 9      |
| 13                   | Österrike            | 3    | 1      | 4     | 8      |
| 14                   | Nederländerna        | 2    | 9      | 4     | 15     |
| 15                   | Belgien              | 2    | 0      | 4     | 6      |
| 16                   | England              | 2    | 0      | 3     | 5      |
| 17                   | Nya Zeeland          | 2    | 0      | 1     | 3      |
| 18                   | Kanada               | 1    | 6      | 2     | 9      |
| 19                   | Polen                | 1    | 4      | 2     | 7      |
| 20                   | Japan                | 1    | 2      | 4     | 7      |
| 21                   | Frankrike            | 1    | 2      | 3     | 6      |
| 22                   | Paraguay             | 1    | 1      | 1     | 3      |
| 23                   | Israel               | 1    | 1      | 0     | 2      |
| 23                   | Ungern               | 1    | 1      | 0     | 2      |
| 25                   | Chile                | 1    | 0      | 1     | 2      |
| 26                   | Finland              | 1    | 0      | 0     | 1      |
| 26                   | Indonesien           | 1    | 0      | 0     | 1      |
| 28                   | Estland              | 0    | 3      | 1     | 4      |
| 28                   | Kuba                 | 0    | 3      | 1     | 4      |
| 30                   | Spanien              | 0    | 1      | 2     | 3      |
| 31                   | Qatar                | 0    | 1      | 1     | 2      |
| 31                   | Thailand             | 0    | 1      | 1     | 2      |
| 33                   | Argentina            | 0    | 1      | 0     | 1      |
| 33                   | Danmark              | 0    | 1      | 0     | 1      |
| 33                   | Filippinerna         | 0    | 1      | 0     | 1      |
| 36                   | Litauen              | 0    | 0      | 3     | 3      |
| 37                   | Cypern               | 0    | 0      | 1     | 1      |
| 37                   | Grekland             | 0    | 0      | 1     | 1      |
| Totalt (38 nationer) | Totalt (38 nationer) | 98   | 98     | 98    | 294    |